# Piz Mitgel
Der Piz Mitgel ⓘ ist ein Berg nordöstlich von Savognin und südwestlich von Filisur im Kanton Graubünden in der Schweiz mit einer Höhe von 3158,8 m ü. M. Die Erstbesteigung erfolgte am 1. August 1867 durch William Augustus Brevoort Coolidge und die Gebrüder François und Henri Devouassoud. Am Piz Mitgel wurden versteinerte Fussabdrücke von Dinosauriern gefunden. Der Piz Mitgel bietet eine prächtige Aussicht, besonders in das Oberhalbstein, das Albulatal und auf den Heinzenberg. Früher hiess er im deutschsprachigen Graubünden Piz St. Michel oder Piz Michel, so auch auf der Dufourkarte.

## Lage und Umgebung
Der Piz Mitgel gehört zu den Bergüner Stöcken, einer Untergruppe der Albula-Alpen. Der Piz Mitgel trennt das nördlich gelegene Albulatal vom südwestlich gelegenen Oberhalbstein. 200 m nördlich des Gipfels (P. 3098) treffen sich die Gemeindegrenzen von Albula/Alvra, Surses und Bergün Filisur. Die Gemeindegrenze zwischen Surses und Bergün Filisur verläuft über den Gipfel. 
Zu den Nachbargipfeln des Piz Mitgel gehören das Tinzenhorn, der Piz Ela und die Pizza Grossa.
Nordwestlich des Piz Mitgel, am Ende der Bergkette, befindet sich die Motta Palousa (2143,6 m), ein oft begangener Aussichtspunkt, der ein hervorragendes Panorama über das Oberhalbstein, das Domleschg und das Albulatal bietet. Der Weg zur Motta Palousa ist gut markiert. Südöstlich des Piz Mitgel liegt der ebenfalls oft besuchte Bergsee Lai Tigiel (2462 m).
Der Berg liegt mitten im Parc Ela, einem 2006 eröffneten 600 Quadratkilometer grossen Naturpark.
Talorte sind Savognin und Tinizong im Oberhalbstein sowie Filisur und Bergün/Bravuogn im Albulatal. Ausgangspunkte sind die Ela-Hütte im einsamen Val Spadlatscha sowie die über eine schmale Alpstrasse erreichbare Alp Plang la Curvanera.

## Fossil-Funde

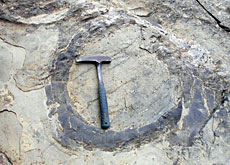
Sauropoden-Spur

Am Tinzenhorn und am Piz Mitgel wurden versteinerte Fussabdrücke von Dinosauriern gefunden. Die Spuren stammen von Sauropoden aus der Triaszeit, als die Gesteine vor 200 bis 210 Millionen Jahren noch auf Meeresniveau lagen. Die Fährten gelten als älteste derartige Nachweise weltweit.

## Senda Ferrada
Achtung, wegen erhöhter Steinschlaggefahr bleibt der Klettersteig bis auf weiteres geschlossen. Die Seile wurden in der Senda Diagonala und auch in der Senda Verticala teilweise entfernt. Eine Begehung ist dadurch deutlich erschwert und erfolgt auf eigene Verantwortung. Es wird jegliche Haftung abgelehnt.
Seit 2005 kann der Piz Mitgel über den Klettersteig Senda Ferrada bestiegen werden. Es stehen drei Kletterrouten zur Verfügung: Die Senda Verticala, die Senda Diagonala und die Senda Finala.
|  | Der Hauptaufstieg ist technisch und konditionell schwierig. Diese Route weist einige Schwierigkeiten auf und vom Begehen mit Kindern oder untrainierten Personen wird abgeraten. - Führt vom Fuss des Berges zur Piramida - Schwierigkeit: K 3-4 mit der Schlüsselstelle K 5 beim Ausstieg Die frühere Normalroute ist mit Drahtseilen gesichert und eignet sich auch für weniger erfahrene Berggänger. - Führt vom Fuss des Berges zur Piramida - Als Alpine Route weiss-blau-weiss markiert - Schwierigkeit: K 1 mit kurzen Stellen K 2 Gipfeltour auf dem Gipfel des Piz Mitgel. - Führt von der Piramida zum Gipfel des Piz Mitgel - Als Alpine Route weiss-blau-weiss markiert - Schwierigkeit: K 1 |

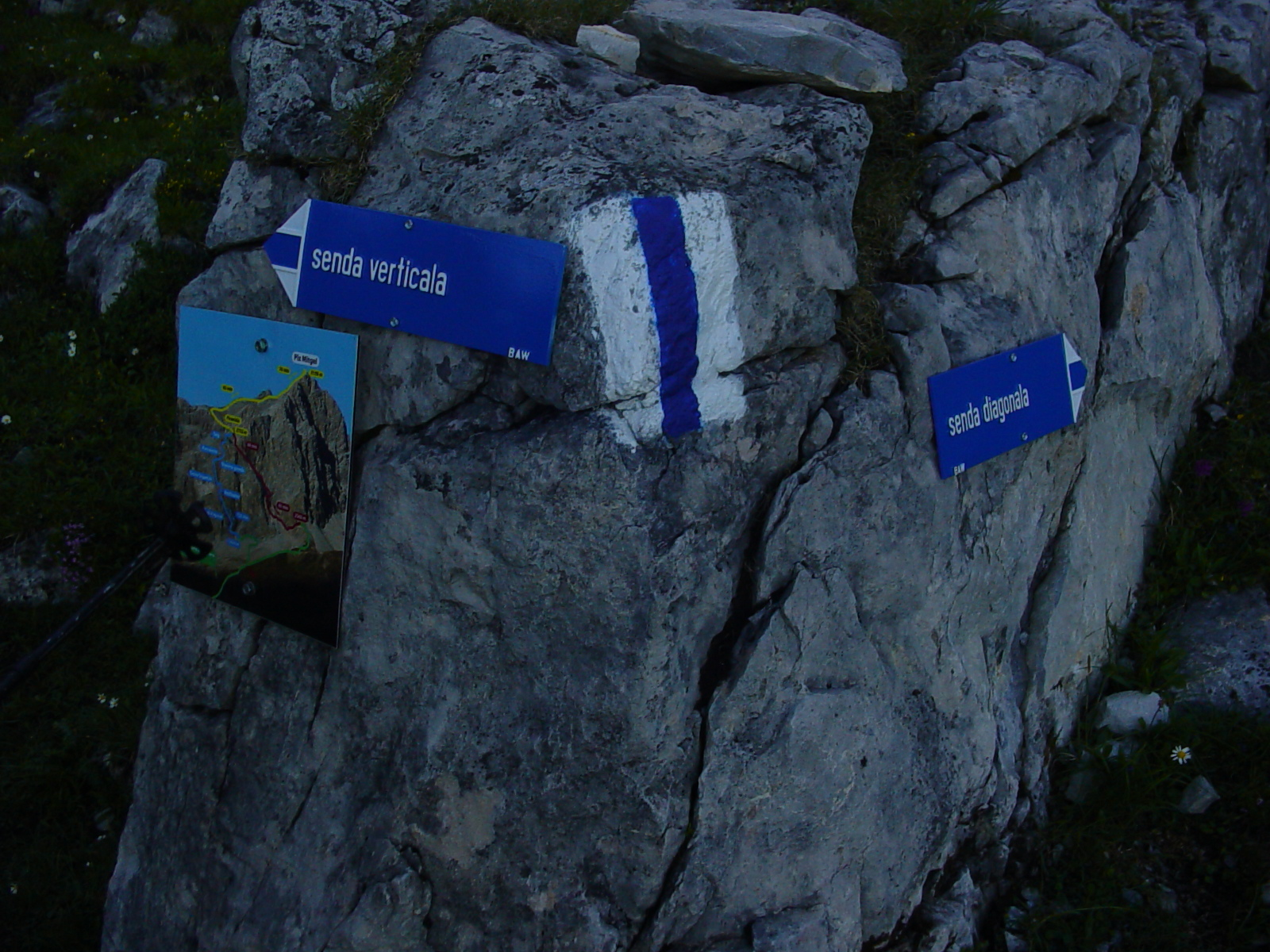
Wegweiser wo sich Senda Verticala und Senda Diagonala trennen
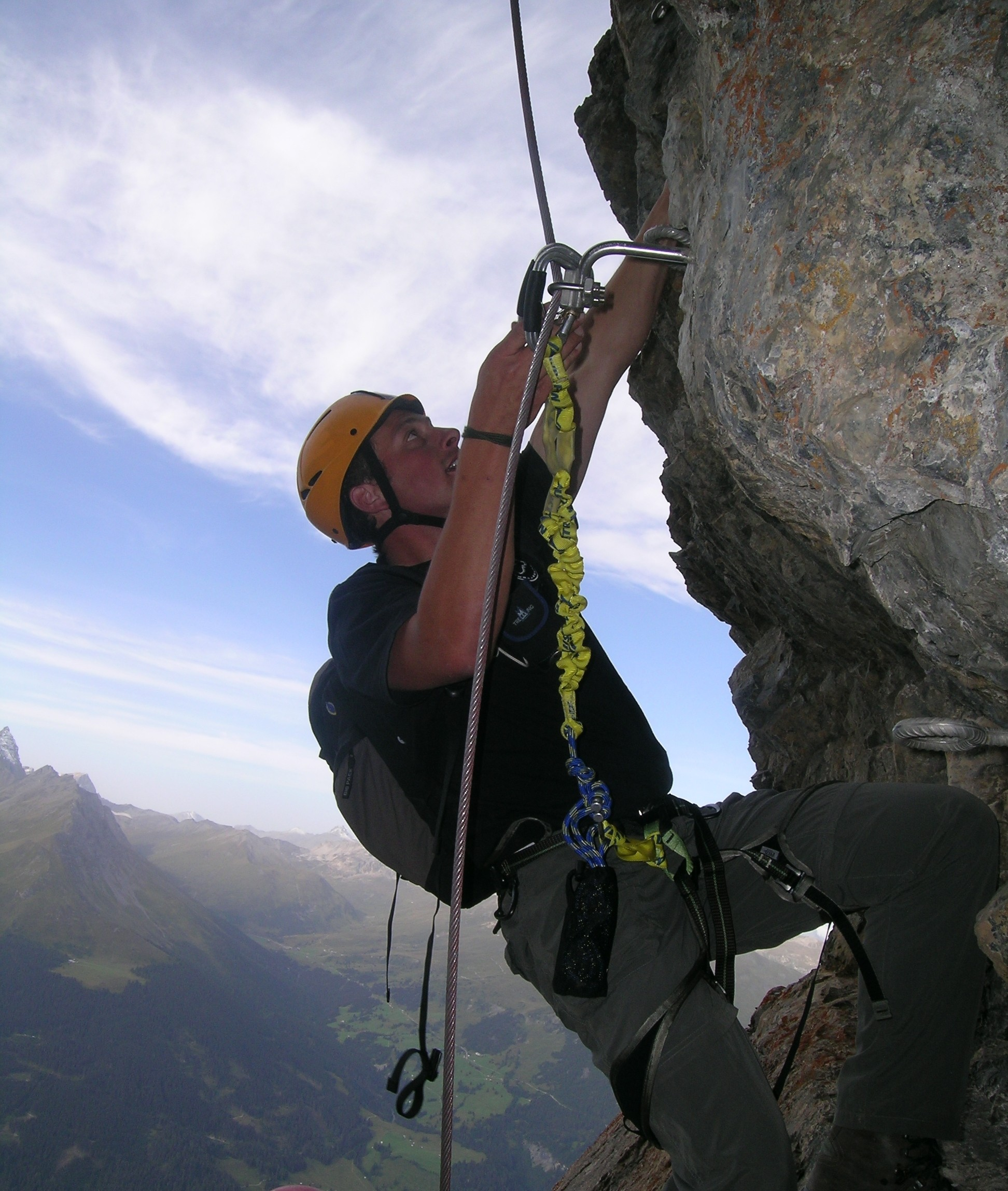
Kletterer auf der Senda Verticala.
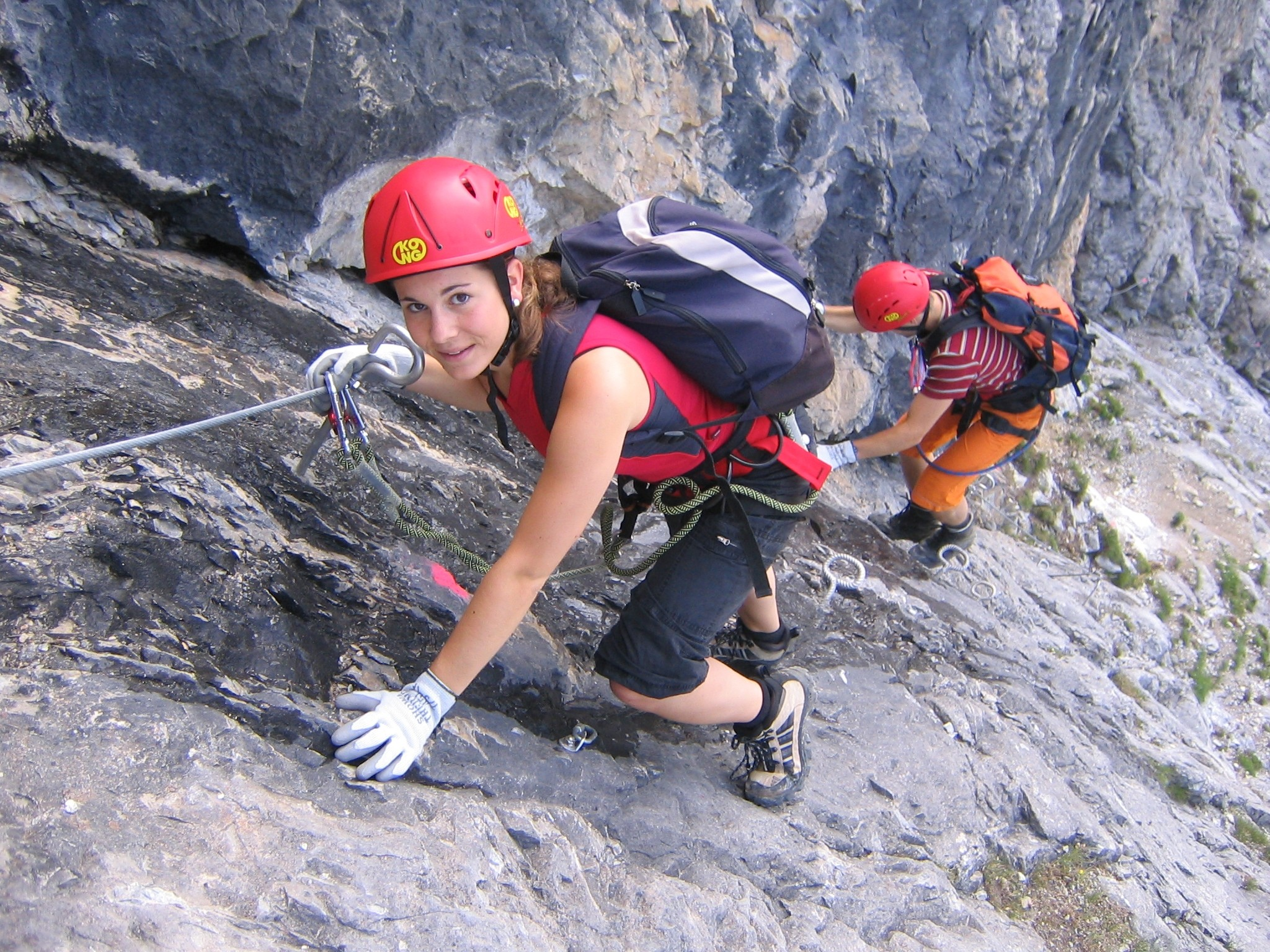
Kletterin auf der Senda Verticala.
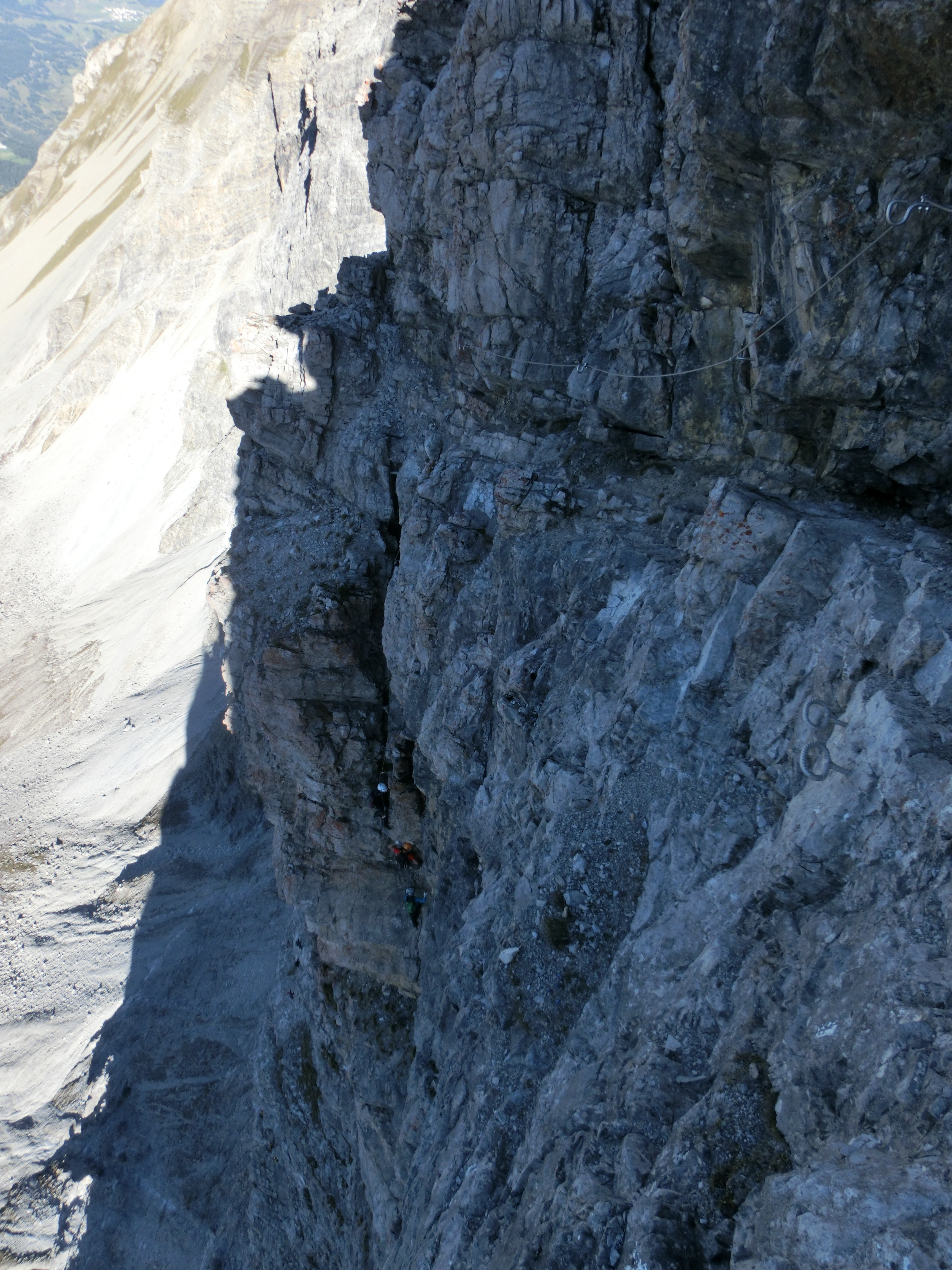
Das Ende der Senda Verticala. Zu sehen: Der Überhang (Igl Tetg) und weiter unten der Segantinikamm (Cresta Segantini).
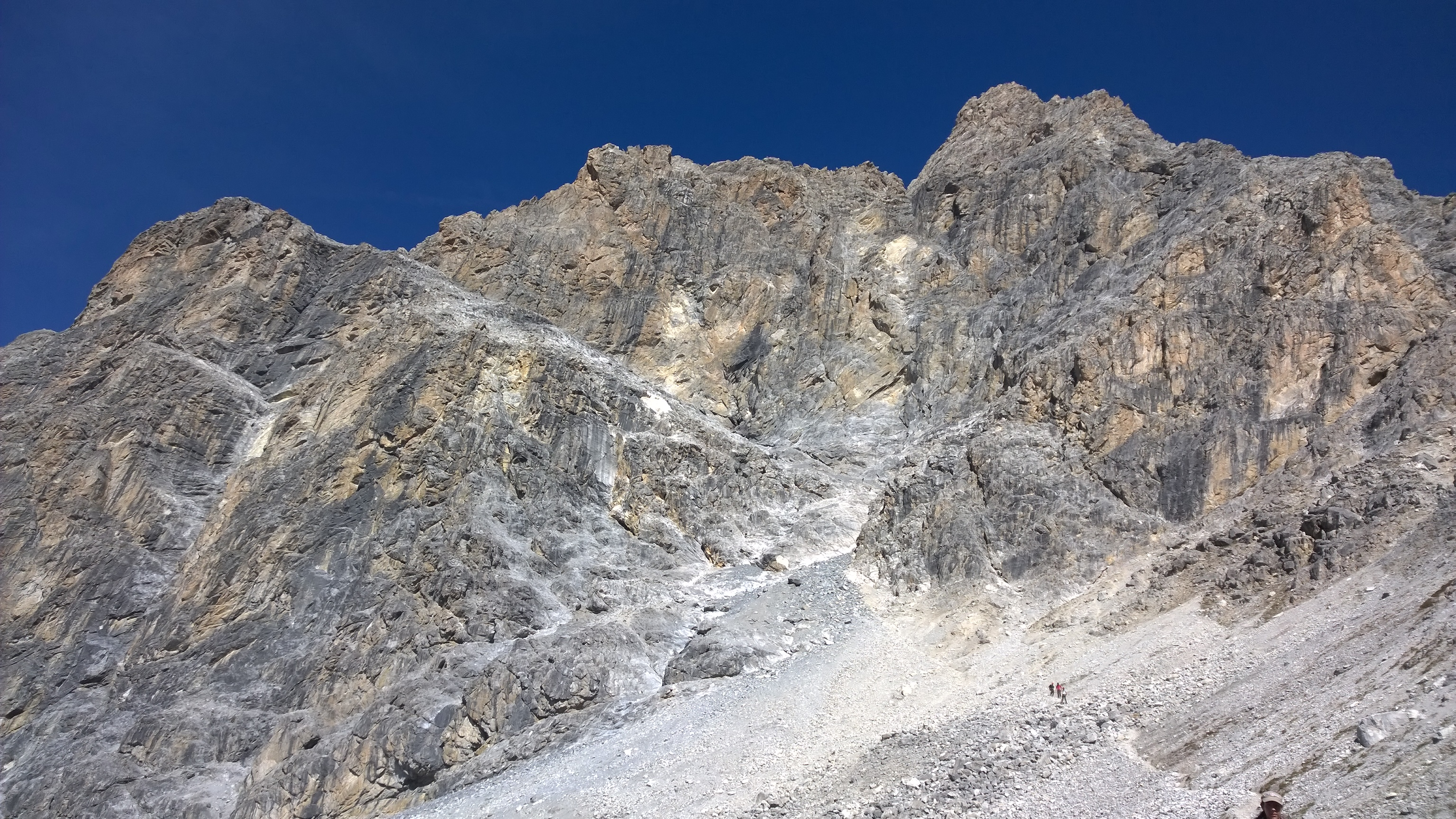
Senda Diagonala von unten gesehen.
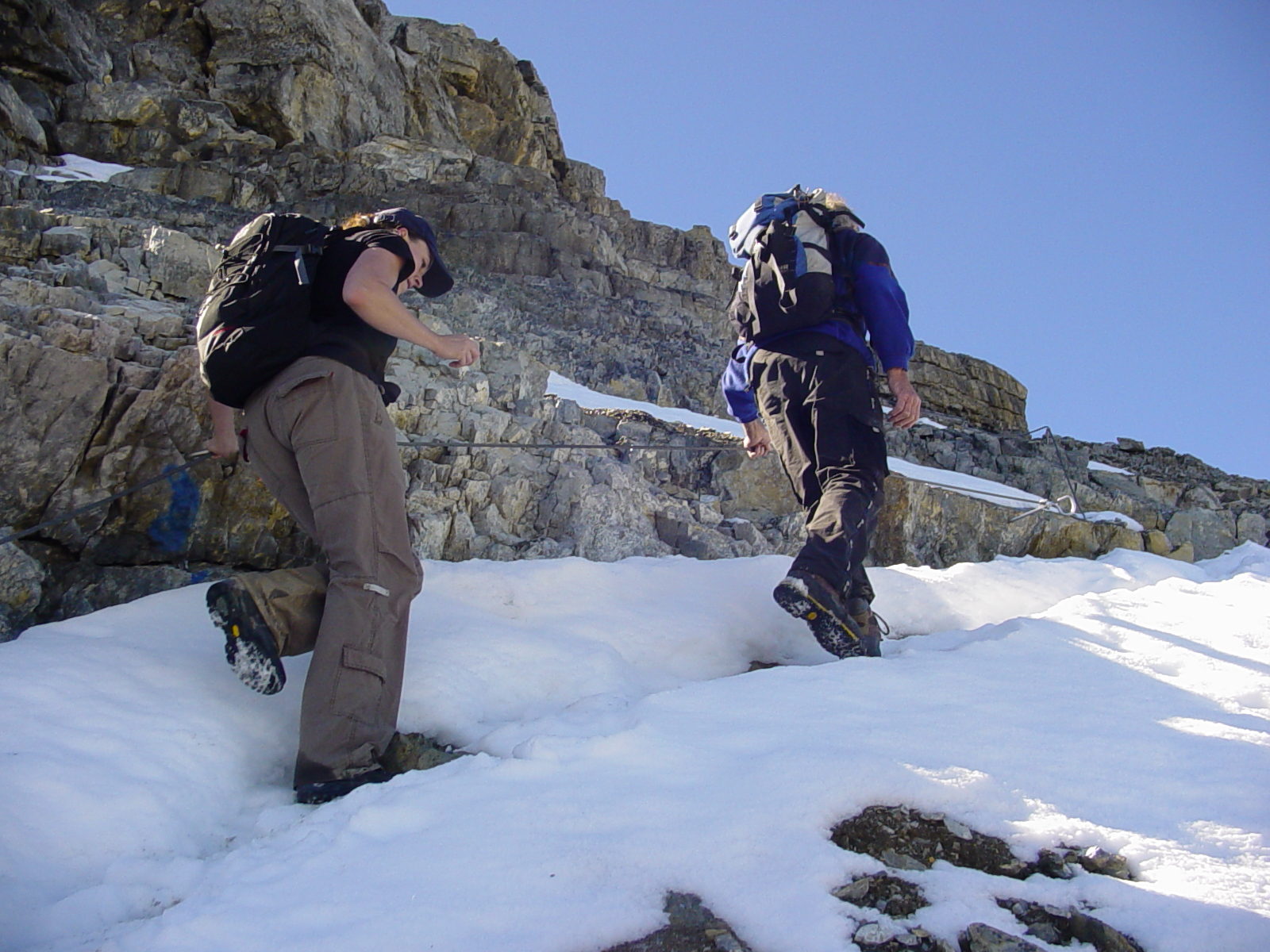
Bergsteiger auf der Senda Finala.

## Routen zum Gipfel
Der Piz Mitgel wird meistens in einem Tag vom Tal aus bestiegen. Häufiger Ausgangspunkt ist der Parkplatz Plang la Curvanera (1844 m ü. M.), zu dem ein Strässchen von Savognin aus via Tussagn führt. Die Alpstrasse von Tinizong in das Val d’Err nach Pensa ist für den allgemeinen Motorfahrzeugverkehr gesperrt. Ein Wanderbus fährt mittwochs von Savognin nach Plang la Curvanera und dienstags sowie freitags nach Pensa.

### Von Südwesten über das breite Band
Normalroute, über Senda Diagonala und Senda Finala.
- Ausgangspunkt: Savognin (1207 m) oder Plang la Curvanera (1893 m) oder Elahütte (2252 m)
- Als Alpine Route weiss-blau-weiss markiert
- Schwierigkeit: WS
- Zeitaufwand: 5–6 Stunden von Savognin, 3½–4½ Stunden von Plang la Curvanera, 5–6 Stunden von der Elahütte

### Über den West-Grat
Normalroute bis zur Piramida
- Ausgangspunkt: Piramida (2752 m)
- Schwierigkeit: ZS-
- Zeitaufwand: 2-2½ Stunden von der Piramida

### Durch die Ostwand
- Ausgangspunkt: Filisur (1032 m) oder Elahütte (2252 m)
- Schwierigkeit: WS
- Zeitaufwand: 6½ Stunden von Filisur oder 4½ Stunden von der Elahütte

### Über den Südost-Grat
Abwechslungsreiche Kletterei
- Ausgangspunkt: Verbindungsgrat östlich von P. 2758.6
- Schwierigkeit: ZS
- Zeitaufwand: 4–5 Stunden

### Durch die Südwand zum Südost-Grat
Weg der Erstersteiger
- Ausgangspunkt: P.2506.1 oberhalb von Tgant Son Martegn
- Schwierigkeit: WS
- Zeitaufwand: 3 Stunden

### Durch die Südwand
- Ausgangspunkt: P.2506.1 oberhalb von Tgant Son Martegn
- Schwierigkeit: WS
- Zeitaufwand: 2–3 Stunden

## Galerie

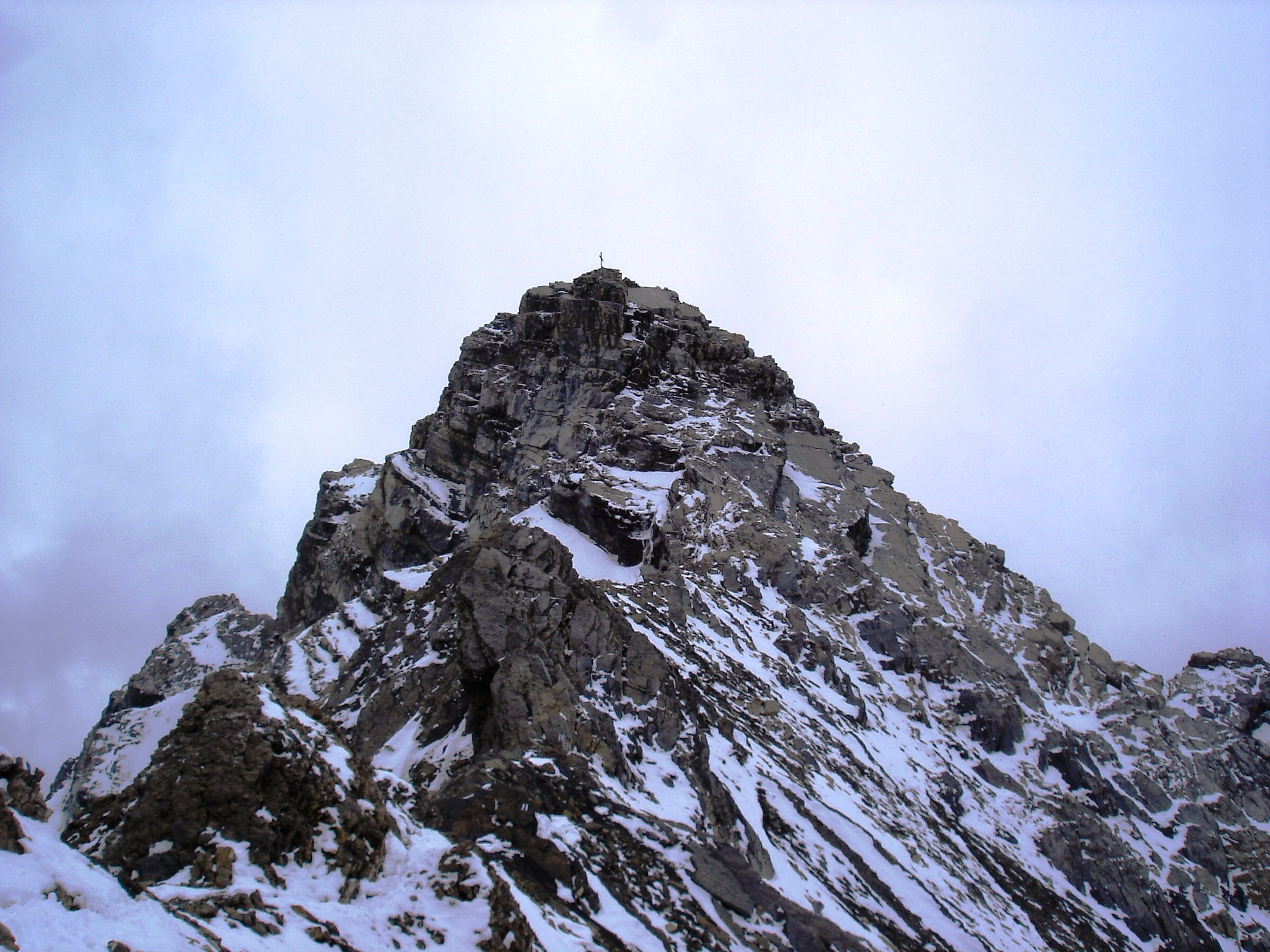
Gipfel, aufgenommen vom Nordostgrat.
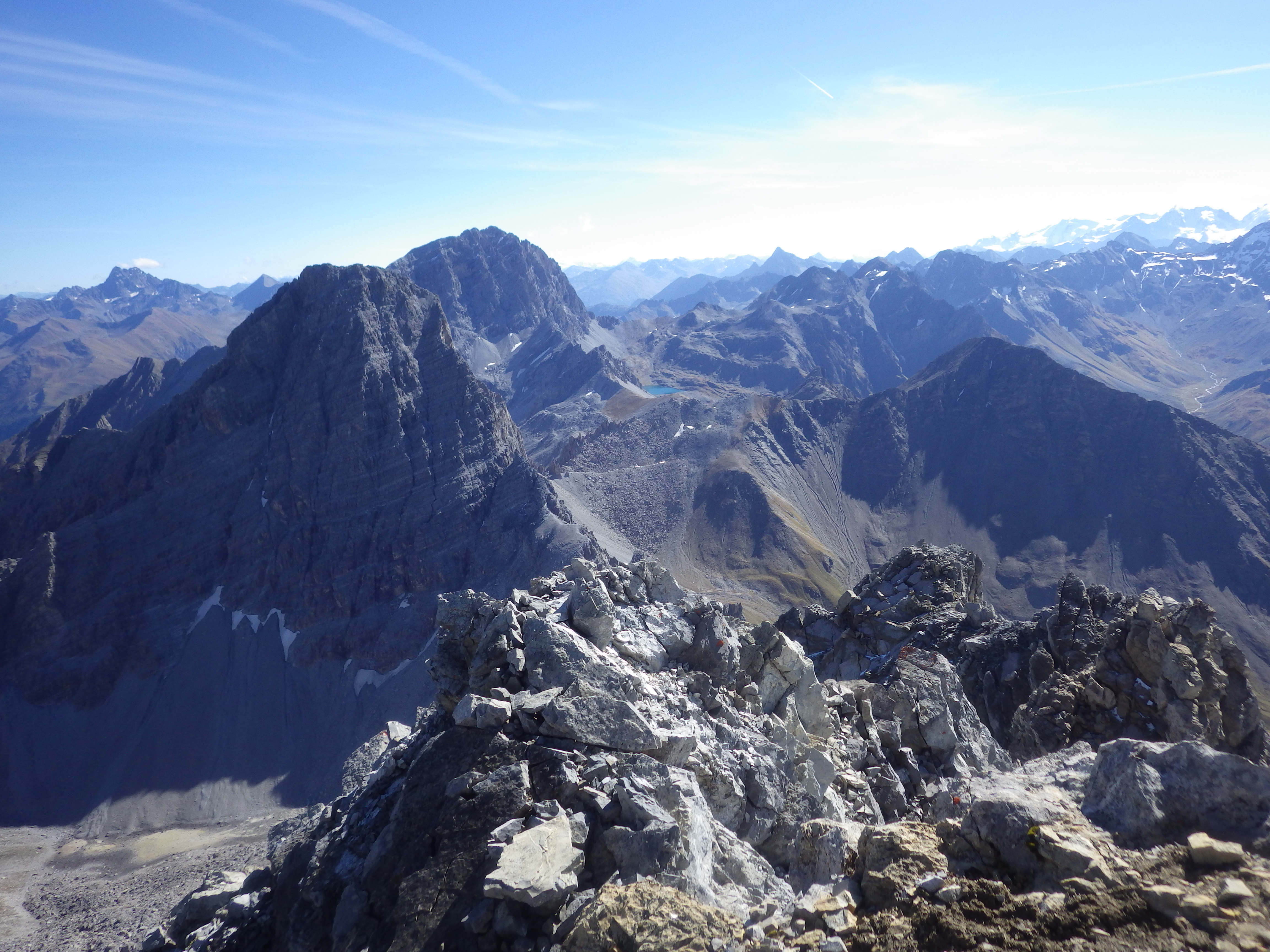
Blick zu den anderen Bergen der Bergüner Stöcke. V. l. n. r. Tinzenhorn, Piz Ela und Pizza Grossa.
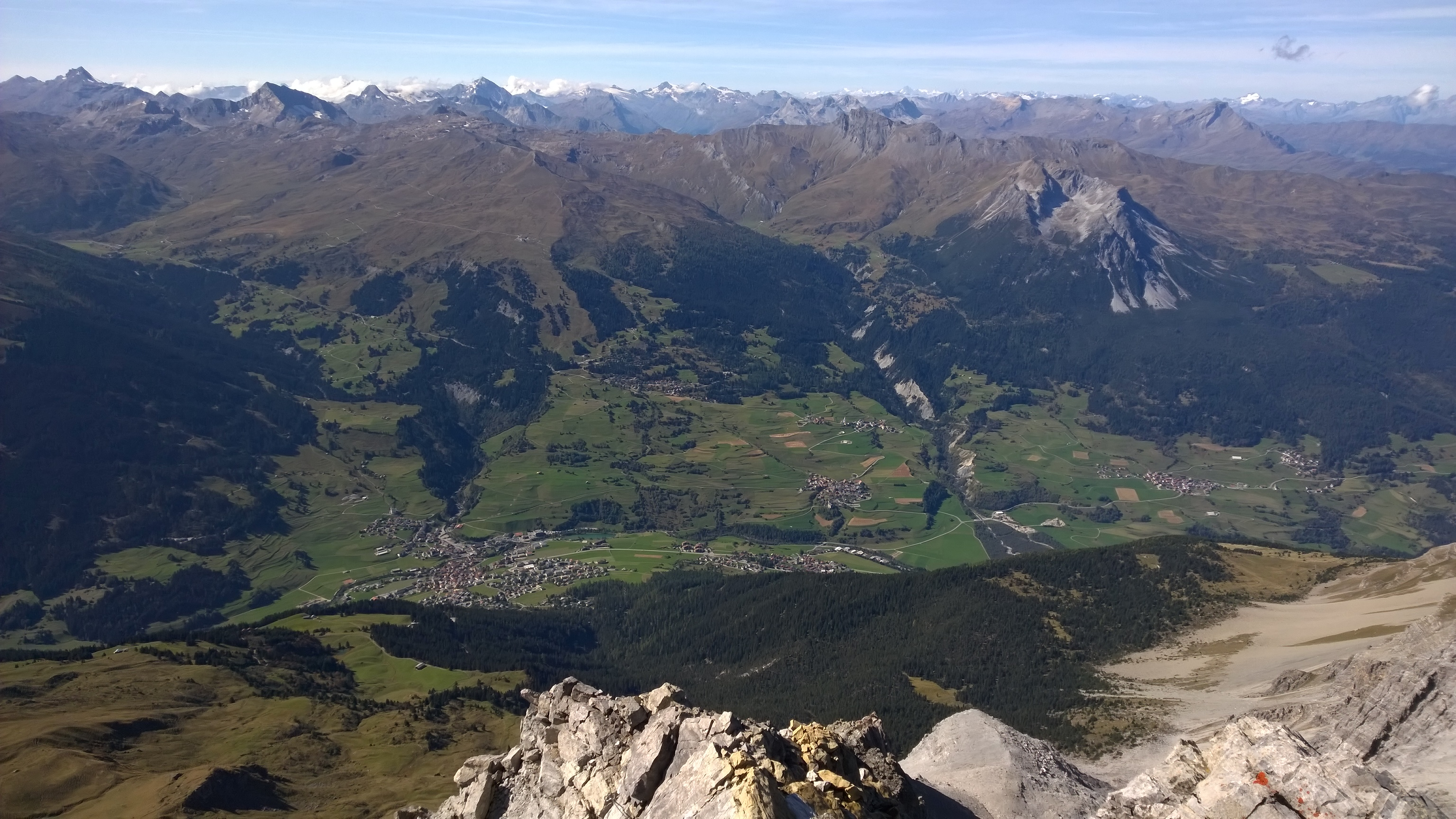
Blick nach Westen auf Savognin, Cunter, Riom-Parsonz und Salouf.
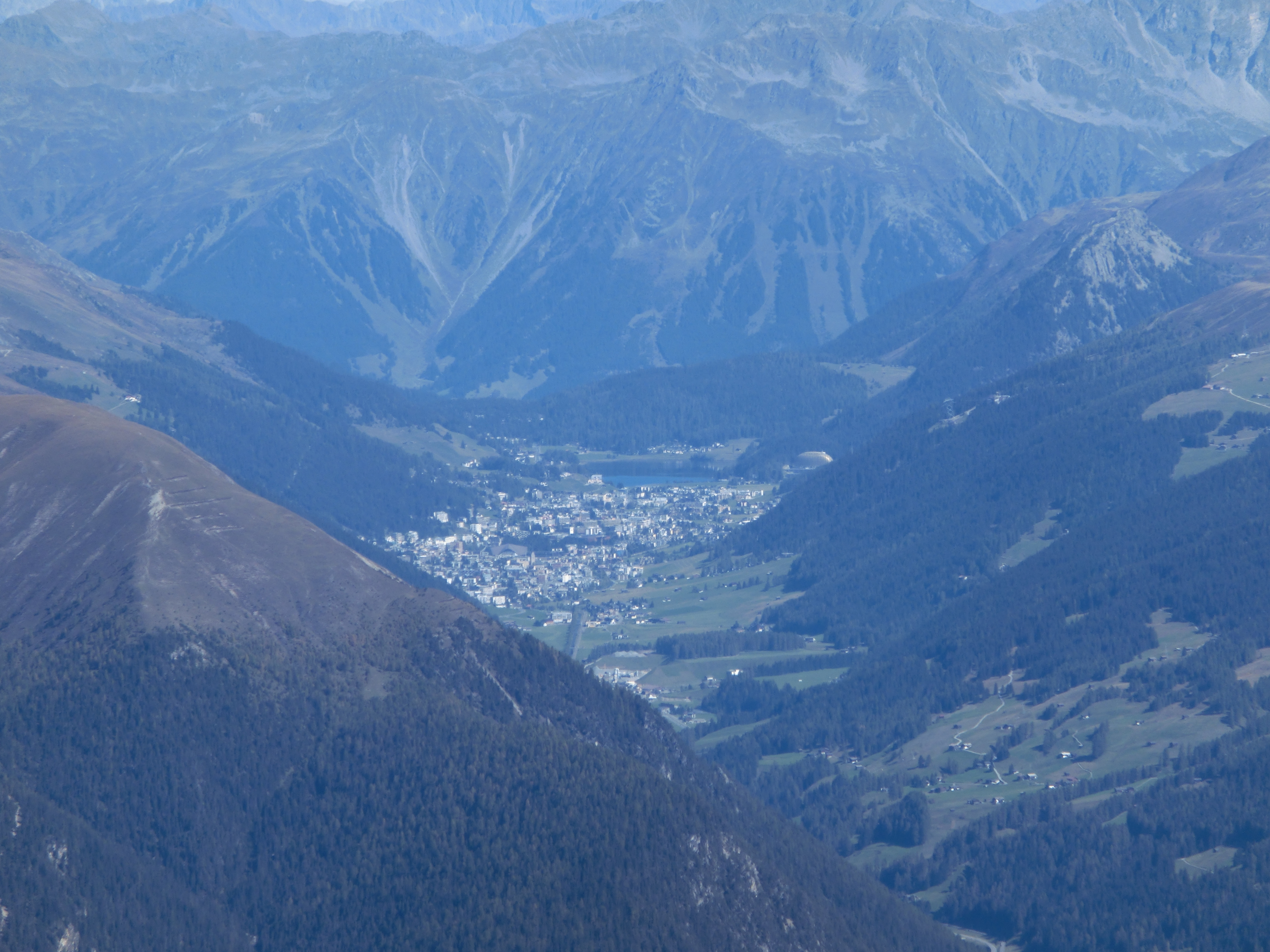
Blick nach Nordosten auf Davos.
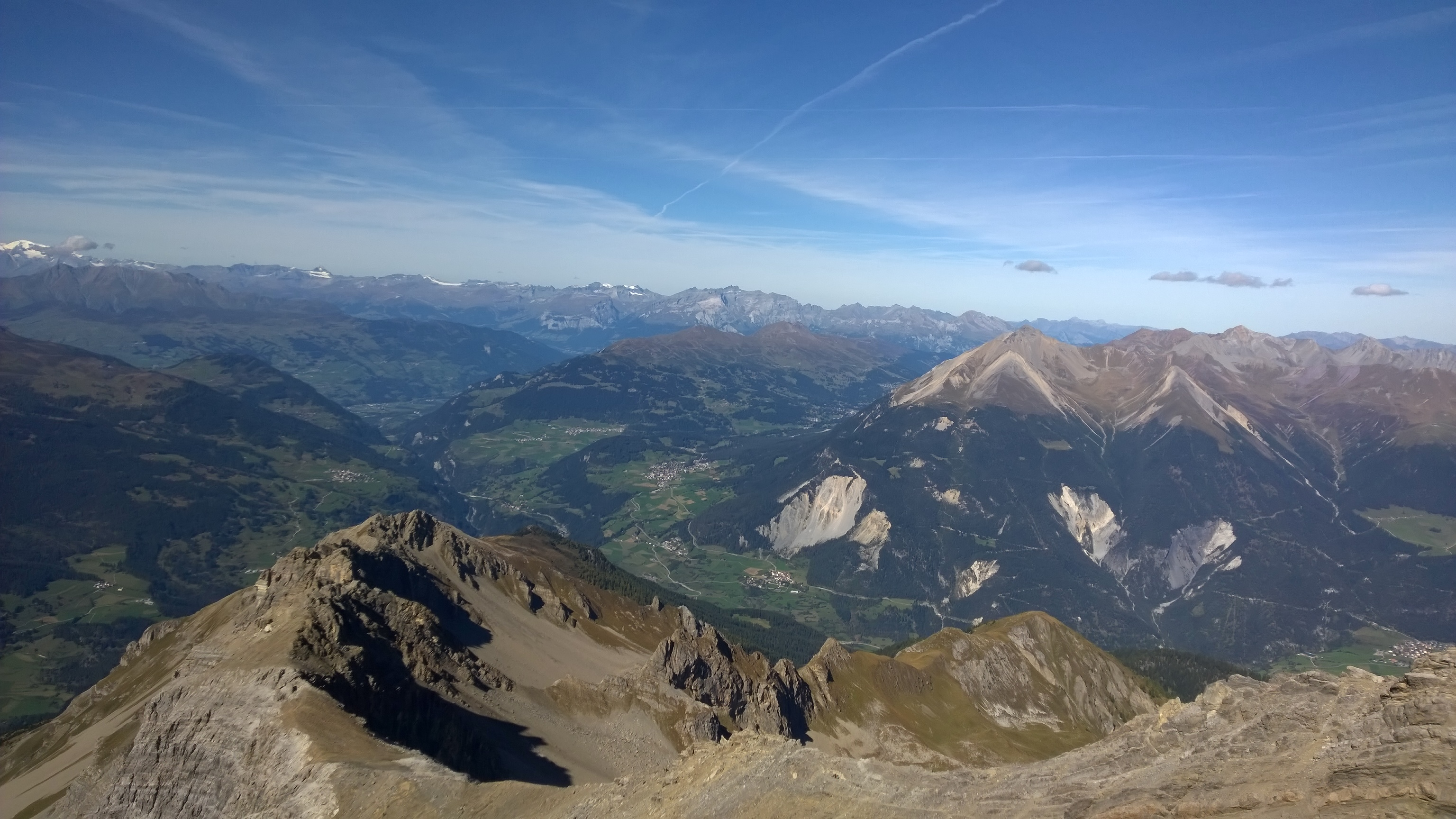
Blick nach Nordwesten ins Domleschg und nach Lenzerheide.
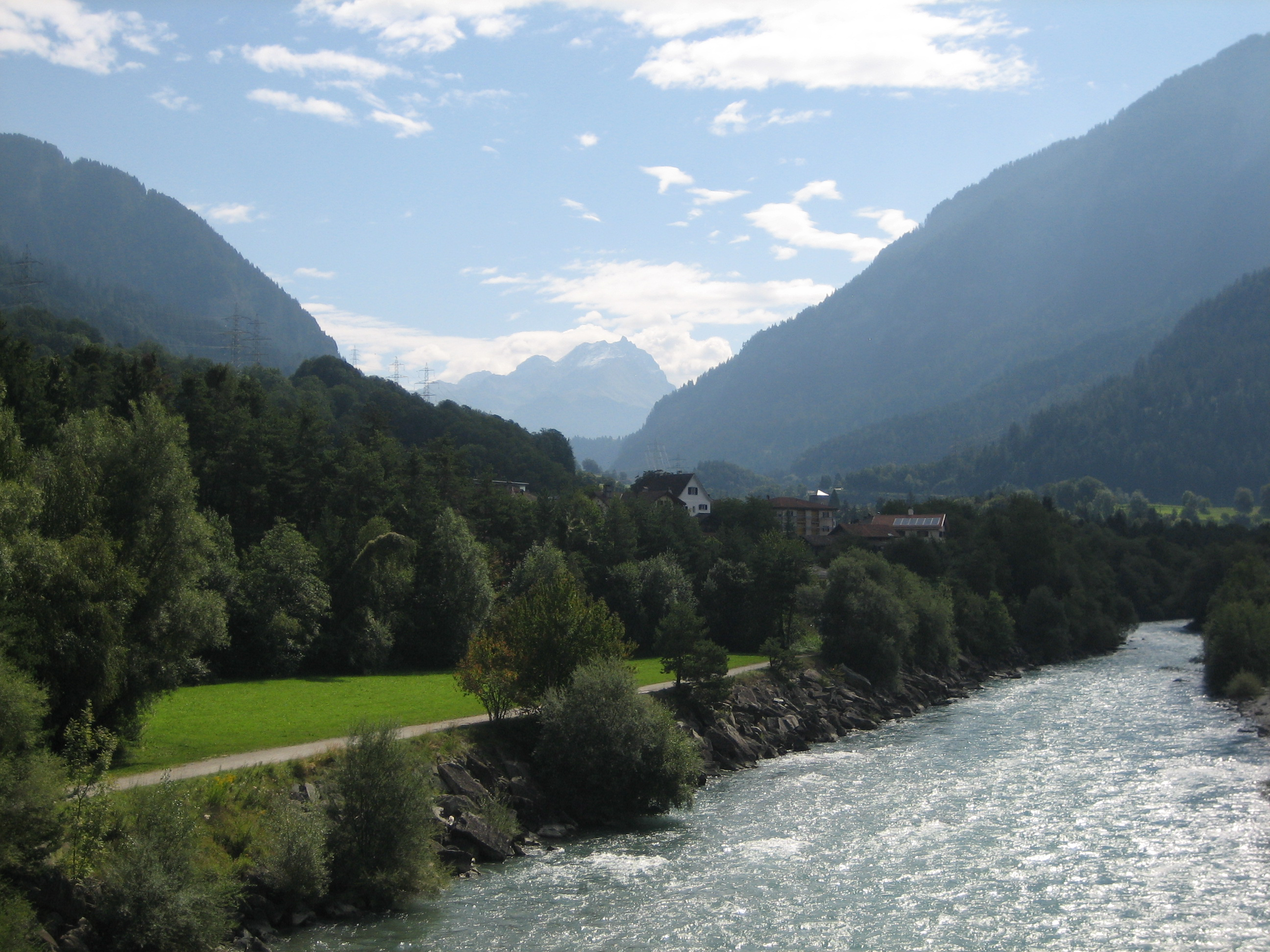
Piz Mitgel, aufgenommen vom Domleschg
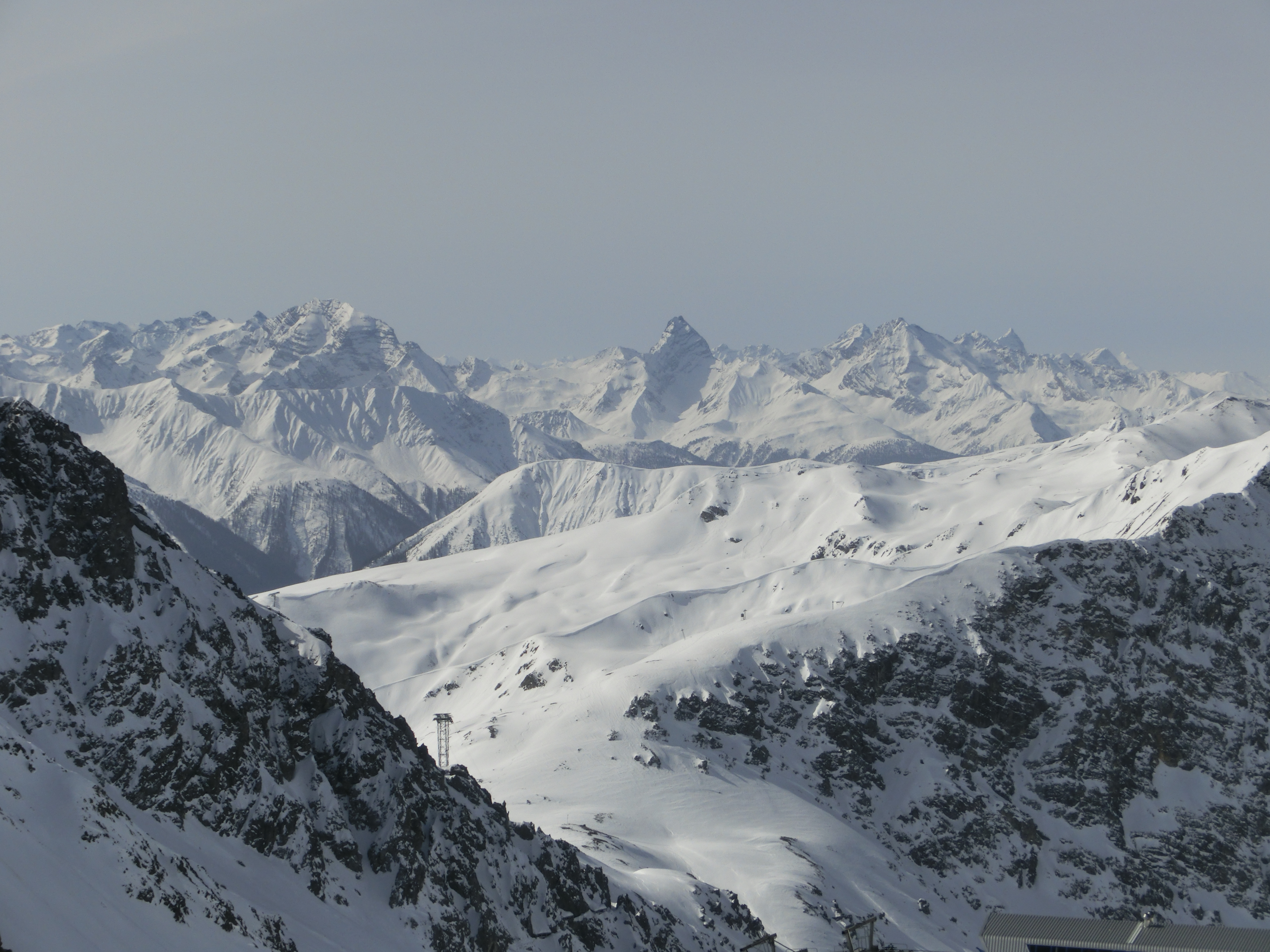
Bergüner Stöcke, aufgenommen vom Weissfluhjoch.